# Union sportive Bergerac rugby vallée de la Dordogne
Pour les articles homonymes, voir USB (homonymie).
Maillots
Actualités
Dernière mise à jour : 10 septembre 2024.
L'Union sportive Bergerac rugby vallée de la Dordogne (souvent abrégée en US Bergerac rugby, ou USB) est un club français de rugby à XV. Il est basé à Bergerac, dans le département de la Dordogne.
Il évolue en Fédérale 2 pour la saison 2024-2025.

## Historique

### Débuts du club

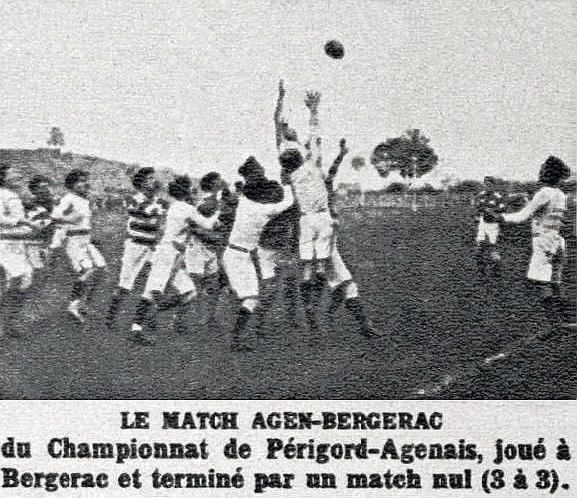
Le match régional opposant Bergerac (rayés) à Agen (blancs), en 11 1921 (3-3).

L'équipe de rugby de l'US Bergerac est officiellement fondée en février 1902, alors que la structure omnisports est créée en 1901.
Elle remporte son premier titre de champion de France (deuxième série, soit la deuxième division) en 1908 en écrasant l'Alliance vélo-sportive auxerroise 39-0. Il doit attendre plus de cinquante ans pour gagner son deuxième titre, toujours en deuxième division, face à l'US Marmande (16-3) en 1960.

### Dans l'élite du rugby français
Bergerac dispute ensuite régulièrement le championnat de France de première division, groupe A (saisons 1972-1973, 1974-1975, 1988-1989, 1990-1991) ou de première division, groupe B.
En 1986, il atteint les quarts de finale de la Coupe de France après avoir éliminé le Racing et Brive. Bergerac sera ensuite battu par Hyères.

### En divisions fédérales
Pendant 25 ans, le club fréquente plutôt la Nationale 1 devenue Fédérale 1. Il oscille depuis entre la Fédérale 2 et la Fédérale 3. À l'issue de sa saison 2013-2014, il remonte en Fédérale 1.
Entre-temps, l'équipe de rugby prend son indépendance vis-à-vis de la structure omnisports en 1999 : elle prend alors le nom Union sportive Bergerac rugby vallée de la Dordogne.
L'équipe féminine évolue en fédérale 3 à XII après un bref passage en 2e division à XV en 2007-2008.
Pour la saison 2014-2015, les entraîneurs sont Tom Smith (pour les avants) et David Ellis (pour la défense).
Au terme de la saison 2015-2016, le club est rétrogradé de manière administrative en Fédérale 2. La commission d'appel de la FFR confirme la rétrogradation du club en Fédérale 2 à l'issue de la saison 2015-2016, pour cause de déficit d'exploitation. En appel de cette décision, l'USB va saisir le Comité national olympique et sportif français (CNOSF) dont l'avis, uniquement consultatif, est souvent avalisé par les fédérations sportives.
Le club fait l'objet d'une nouvelle rétrogradation administrative, en Fédérale 2 à l'issue de la saison 2023-2024, pour motifs financiers.

## Identité visuelle

### Logo
Un nouveau logo est présenté dans le cadre du projet « 2019-2022 » du club,, le 20 juin 2019.

Évolution du logo
Ancien logo instauré dans les années 1950[1].
Ancien logo.
Ancien logo.
Ancien logo, abandonné le 20 juin 2019.
Logo instauré le 20 juin 2019.

## Championnat de France
| Saison    | Championnat | Nb équipes/poule | Classement | Phase finale                       |
| 2019-2020 | Fédérale 1  | 12               | -          | -                                  |
| 2018-2019 | Fédérale 1  | 12               | 9e         | -                                  |
| 2017-2018 | Fédérale 1  | 11               | 7e         | -                                  |
| 2016-2017 | Fédérale 2  | 10               | 3e         | Vice-champion de France Fédérale 2 |
| 2015-2016 | Fédérale 1  | 10               | 9e         | -                                  |
| 2014-2015 | Fédérale 1  | 10               | 5e         |                                    |
| 2013-2014 | Fédérale 2  | 10               | 1er        |                                    |
| 2012-2013 | Fédérale 3  | 10               | 1e         | Champion de France Fédérale 3      |
| 2011-2012 | Fédérale 3  | -                | -          | -                                  |
| 2010-2011 | Fédérale 3  | -                | -          | -                                  |
| 2009-2010 | Fédérale 3  | -                | -          | -                                  |
| 2008-2009 | Fédérale 3  | -                | -          | -                                  |
| 2007-2008 | Fédérale 3  | -                | -          | -                                  |
| 2006-2007 | Fédérale 3  | -                | -          | -                                  |
| 2005-2006 | Fédérale 2  | 12               | 12e        | -                                  |
| 2004-2005 | Fédérale 2  | -                | -          | -                                  |
| 2001-2002 | Fédérale 1  | 14               | 11e        | -                                  |
| 2000-2001 | Nationale 1 | 12               | 7e         | -                                  |
| 1999-2000 | Nationale 1 | 12               | 3e         | -                                  |
| 1998-1999 | Nationale 1 | -                | -          | -                                  |
| 1990-1991 | Groupe A    | 8                | 8e         | -                                  |
| 1988-1989 | Groupe A    | 8                | 8e         | -                                  |
| 1977-1978 | Groupe B    | 8                | 5e         | -                                  |
| 1976-1977 | Groupe B    | 8                | 8e         | -                                  |
| 1974-1975 | Groupe A    | 8                | 7e         | -                                  |
| 1972-1973 | Groupe A    | 8                | 7e         | -                                  |
| 1971-1972 | Groupe A    | 8                | 6e         | -                                  |
| 1970-1971 | Groupe A    | 8                | 8e         | -                                  |
| 1969-1970 | Groupe A    | 8                | 6e         | -                                  |

## Palmarès

### Équipe masculine
- 1908 : Champion de France de 2e série (2e division)
- 1960 : 2e division - Fédérale
- 1969 : Vainqueur du Challenge de l'Essor[9]
- 1987 : Finaliste du championnat de France de groupe B
- 2013 : Champion de France de Fédérale 3

### Équipes de jeunes
- 1945 : Juniors A - Coupe Frantz Reichel
- 1959 : Finaliste Juniors B - Coupe René Crabos
- 1971 : Finaliste Réserves
- 1981 : Finaliste Juniors B - Coupe René Crabos
- 1996 : Finaliste Challenge des provinces Juniors B Coupe B
- 2013 : Challenge Arigno-Danis (-11 ans)

## Personnalités du club

### Joueurs célèbres
- Jérôme Bosviel (2007)
- Michel Denêtre (2014-2015)
- Dominique Erbani (1976-1981)

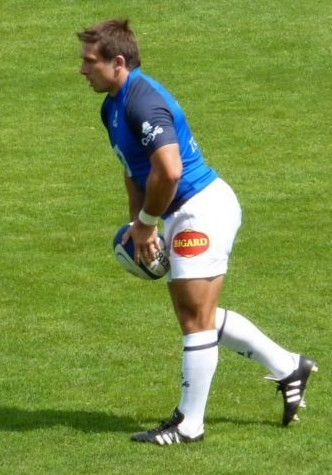
Romain Teulet, l'un des symboles de la formation bergeracoise.

- Matthew Farmer (2013-2018 et 2020-)
- Youcef Hanou (1994-1995)
- Christophe Juillet (1985-1989)
- Sisa Koyamaibole (2018-2020)
- Laurent Marti[10]
- Augustin Petrechei (2013-2016)
- Nicolas Sisombath (2012-2015 et 2017-2018)
- Romain Teulet (1989-1999 et 2000-2001)

### Entraîneurs célèbres
- David Ellis
- Tom Smith
- Romain Teulet (depuis 2019)